# Чужа в селищі
«Чужа́ в се́лищі» (латис. «Svešiniece ciemā») — радянський латвійський художній фільм-драма 1958 року. Фільм став дебютом для актора Гунарса Цилінскіса.

## Сюжет
Рибалка Яніс повернувся в селище з молодою дружиною, призначеною директором рибного заводу. Непривітно, як чужу, зустріли Ельзу і в родині чоловіка, і односельці. Але, незважаючи на невдачі попервах, їй усе-таки вдається налагодити роботу на заводі, перебудувати риболовецьке господарство, і поступово молода жінка завойовує любов і довіру...

## У ролях
- Вія Артмане — Ельза
- Гунарс Цилінскіс — Яніс
- Карліс Себріс — Кісіс
- Алфредс Яунушанс — Стагіс
- Евалдс Валтерс — Суструпс
- Улдіс Пуцитіс — рибак
- Бірута Озоліня — Катріна
- Харій Лієпіньш — Цалітіс
- Аніта Салдума — Анна-Ліза
- Яніс Осіс — Стагарс
- Інта Тіроле — Люція
- Харій Місіньш — Озолкалнс
- Талівалдіс Аболіньш — Бернатс

## Знімальна група
- Режисер: Ада Неретнієце
- Автори сценарію: Яніс Грантс
- Оператор: Зігурдс Вітолс
- Художник: Андріс Майлітіс
- Композитор: Микола Золотонос